# Roeien op de Paralympische Zomerspelen

Roeien is een van de sporten die op het programma van de Paralympische Spelen staan. Ze staat in 2008 voor het eerst op het programma.
De sport staat onder auspiciën van de Internationale Roeifederatie (FISA).

## Klassen
Er zijn vier klassen waarin wordt geroeid en in elke klasse gaan de wedstrijden over één kilometer.
| Klasse | Omschrijving        | Mogelijkheid                                                 | Stoel    | Man/vrouw |
| ------ | ------------------- | ------------------------------------------------------------ | -------- | --------- |
| AM1x   | Skiff               | Armen en evt. schouders (geen beenfunctie, geen rompfunctie) | Vast     | Mannen    |
| AW1x   | Skiff               | Armen en evt. schouders (geen beenfunctie, geen rompfunctie) | Vast     | Vrouwen   |
| TA2x   | Dubbeltwee          | Armen en romp (geen beenfunctie)                             | Vast     | Open      |
| LTA4+  | Vier, met stuurman. | Armen, romp en benen                                         | Glijdend | Open      |

## Aanpassingen van de roeiboot
De romp van de roeiboot is identiek aan de roeiboot voor valide sporters. De roeiboten zijn aangepast aan de beperking van de roeier. Er zijn geen specificaties aan de stoel behalve dat de LTA4+ (de vier-met) een glijdende stoel heeft en de andere drie typen een vaste stoel. De stoel in de TA 2× (dubbeltwee) geeft een aanvullende ondersteuning, terwijl de skiffs een volledige ondersteuning geven indien de sporter dit nodig heeft om het bovenlichaam in een gefixeerde positie te houden.
Sommige boten kunnen extra stabilisatoren hebben om voor een betere balans te zorgen.

## Geschiedenis
Het aangepast roeien is ontstaan in 1975. Tijdens het WK roeien 1993 in Nederland is het als demonstratiesport beoefend. In 2002 werd voor het eerst een WK georganiseerd. De sport debuteert in 2008 op de Paralympische Spelen.